# ФК «Десна» в сезоне 2014/2015
«Десна» — украинский футбольный клуб из Чернигова.
Сезон 2014/15 годов стал для «Десны» 24-м в чемпионатах Украины и 22-м в розыгрышах Кубка Украины. Это 11-й сезон команды в первой лиге, а также 54-й год со дня основания футбольного клуба.

## Клуб

### Руководство клуба
- Президент: Алексей Чеботарёв[1]
- Исполнительный директор: Игорь Ушарук[2]
- Начальник команды: Виталий Клеймёнов[3]
- Администратор: Роман Шурупов[4]

### Тренерский и медицинский штаб
| Должность                       | Имя                 | Дата рождения   |
| ------------------------------- | ------------------- | --------------- |
| Главный тренер                  | Александр Рябоконь  | 21 февраля 1964 |
| Тренер                          | Александр Приходько | 11 апреля 1966  |
| Тренер вратарей                 | Юрий Овчаров        | 19 марта 1966   |
| Тренер по физической подготовке | Олег Томашевский    | 15 марта 1970   |
| Врач                            | Виталий Рахинский   |                 |
| Массажист                       | Виктор Литвин       | 8 января 1976   |

|  |

### Форма
| Поставщик формы           | Поставщик формы | \| Основная \| \| Резервная \| | \| Основная \| \| Резервная \| | \| Основная \| \| Резервная \| | \| Основная \| \| Резервная \| |
| ------------------------- | --------------- | ------------------------------ | ------------------------------ | ------------------------------ | ------------------------------ |
| Nike                      |                 | \| Основная \| \| Резервная \| | \| Основная \| \| Резервная \| | \| Основная \| \| Резервная \| | \| Основная \| \| Резервная \| |
| Матчи в форме по турнирам |                 |                                |                                |                                |                                |
| Первая лига               | Первая лига     | 14 (+6=5−3)                    | 14 (+6=5−3)                    | 4 (+0=1−3)                     | 11 (+5=5−1)                    |
| Кубок Украины             | Кубок Украины   | 1 (+0=0−1)                     | 1 (+0=0−1)                     | 0                              | 0                              |
| Итого                     | Итого           | 15 (+6=5−4)                    | 15 (+6=5−4)                    | 4 (+0=1−3)                     | 11 (+5=5−1)                    |
| Основная                  |                 | Резервная                      |                                |                                |                                |

## Трансферы

### Пришли в клуб
| Дата                                  | Поз.         | Имя                | Из клуба                     | Сумма           | Контракт   | *             |
| ------------------------------------- | ------------ | ------------------ | ---------------------------- | --------------- | ---------- | ------------- |
| Летнее трансферное окно (2014 г.)     |              |                    |                              |                 |            |               |
| 26 июля 2014                          | полузащитник | Вадим Воронченко   | ФК Глобино                   | свободный агент | постоянный | [ 11 ] [ 12 ] |
| 2 августа 2014                        | защитник     | Рудольф Сухомлинов | посл.кл. Николаев            | свободный агент | постоянный | [ 13 ]        |
| 19 августа 2014                       | защитник     | Олег Леонидов      | Сумы                         | свободный агент | постоянный | [ 14 ]        |
| 19 августа 2014                       | полузащитник | Сергей Каркошкин   | Локомотив (Киев)             | свободный агент | постоянный | [ 14 ]        |
| 26 августа 2014                       | полузащитник | Ярослав Сердюк     | Жемчужина (Ялта)             | свободный агент | постоянный | [ 15 ]        |
| 12 сентября 2014                      | вратарь      | Сергей Ситало      | Таврия (Симферополь)         | свободный агент | постоянный | [ 16 ]        |
| Зимнее трансферное окно (2014/15 гг.) |              |                    |                              |                 |            |               |
| 20 марта 2015                         | защитник     | Евгений Елисеев    | посл.кл. Белшина (Бобруйск)  | свободный агент | постоянный | [ 17 ] [ 18 ] |
| 20 марта 2015                         | полузащитник | Антон Крамар       | посл.кл. Звезда (Кировоград) | свободный агент | постоянный | [ 17 ] [ 18 ] |
| 20 марта 2015                         | полузащитник | Денис Скепский     | Сахалин (Южно-Сахалинск)     | свободный агент | постоянный | [ 17 ] [ 18 ] |
| 20 марта 2015                         | нападающий   | Руслан Кисиль      | Ильичёвец (Мариуполь)        | свободный агент | постоянный | [ 17 ] [ 18 ] |
| 20 марта 2015                         | нападающий   | Игорь Тимченко     | Горняк (Кривой Рог)          | свободный агент | постоянный | [ 17 ] [ 18 ] |

### Ушли из клуба
| Дата                                  | Поз.         | Имя                | В клуб                     | Сумма           | Контракт   | *                    |
| ------------------------------------- | ------------ | ------------------ | -------------------------- | --------------- | ---------- | -------------------- |
| Летнее трансферное окно (2014 г.)     |              |                    |                            |                 |            |                      |
| 23 июля 2014                          | полузащитник | Евгений Чепурненко | Александрия                | свободный агент | постоянный | [ 19 ]               |
| 23 июля 2014                          | защитник     | Александр Стеценко | Николаев                   | свободный агент | постоянный | [ 19 ]               |
| 24 июля 2014                          | полузащитник | Антон Крамар       | Звезда (Кировоград)        | свободный агент | постоянный | [ 20 ]               |
| 25 июля 2014                          | полузащитник | Виталий Грицай     | Черкасский Днепр           | свободный агент | постоянный | [ 21 ]               |
| 25 июля 2014                          | защитник     | Анатолий Бурлин    | Черкасский Днепр           | свободный агент | постоянный | [ 22 ]               |
| 25 июля 2014                          | нападающий   | Юрий Плешаков      | Сталь (Днепродзержинск)    | свободный агент | постоянный | [ 23 ]               |
| 15 августа 2014                       | полузащитник | Роман Мачуленко    | ОКС Стомил (Ольштын)       |                 | постоянный | [ 24 ]               |
| Зимнее трансферное окно (2014/15 гг.) |              |                    |                            |                 |            |                      |
| 19 января 2015                        | нападающий   | Юрий Фурта         | Рух (Винники)              | свободный агент | постоянный | [ 25 ]               |
| 22 января 2015                        | вратарь      | Андрей Федоренко   | Алгарна (Хернёсанд)        | свободный агент | постоянный | [ 26 ] [ 27 ] [ 28 ] |
| 16 февраля 2015                       | полузащитник | Вадим Воронченко   | Горняк-Спорт (Комсомольск) | свободный агент | постоянный | [ 29 ] [ 30 ]        |
| 2015                                  | полузащитник | Ярослав Сердюк     | ЮСБ (Чернигов)             | свободный агент | постоянный | [ 31 ] [ 32 ]        |

## Хронология сезона
- 11 июля 2014 г. Команда начала подготовку к сезону[33].
- 12 июля 2014 г. «Десна» сыграла первый контрольный матч с командой «Полесье-Юность» (Добрянка). Игра завершилась победой «Десны» со счетом 6:0[34].
- 20 июля 2014 г. В последнем товарищеском матче перед стартом чемпионата «Десна» победила «Динамо-2» (Киев) со счётом 3:0[34].
- 26 июля 2014 г. В первом матче чемпионата 2014/15 «Десна» на выезде проиграла «Александрии» со счётом 1:2. Автором первого гола команды в сезоне стал Вадим Мельник[35].
- 16 августа 2014 г. В матче четвёртого тура «Десна» одержала первую победу в сезоне 2014/15, обыграв на своём поле тернопольскую «Ниву» со счётом 2:0[36].
- 22 августа 2014 г. Исполнительный директор ФК «Десна» Игорь Ушарук сообщил, что перед началом чемпионата президентом клуба была поставлена задача на сезон — занять место в тройке призёров[37].
- 23 августа 2014 г. В 1/16 финала Кубка Украины команда проиграла «Днепру» со счётом 0:1[38].
- 15 ноября 2014 г. Команда провела последний матч в 2014 году. В выездном матче 17-го тура «Десна» сыграла вничью с ФК «Сумы» (1:1)[39].
- 16 января 2015 г. В первом матче на Мемориале Макарова-2015 «Десна» проиграла донецкому «Олимпику» со счётом 1:3[40].
- 10 февраля 2015 г. Команда отправилась на второй учебно-тренировочный сбор в Счастливое[41].
- 24 февраля 2015 г. «Десна» завершила выступления на турнире памяти Александра Щанова, проиграв в полуфинале «Чайке» (2:3)[42].
- 14 марта 2015 г. Подготовка к весенней части сезона завершилась победой со счётом 3:0 в матче с любительской командой «Авангард» (Корюковка)[43].
- 21 марта 2015 г. В первом матче чемпионата Украины после зимнего перерыва команда сыграла вничью с «Горняком» (0:0)[44].
- 10 мая 2015 г. «Десна» установила свой новый рекорд крупнейшей победы в Первой лиге, разгромив «Буковину» со счётом 6:1[45].
- 3 июня 2015 г. Выездной ничьей 1:1 с харьковским «Гелиосом» «Десна» завершила сезон 2014/15. Команда второй сезон подряд заняла 5-е место в Первой лиге[46].

### Статистика игроков

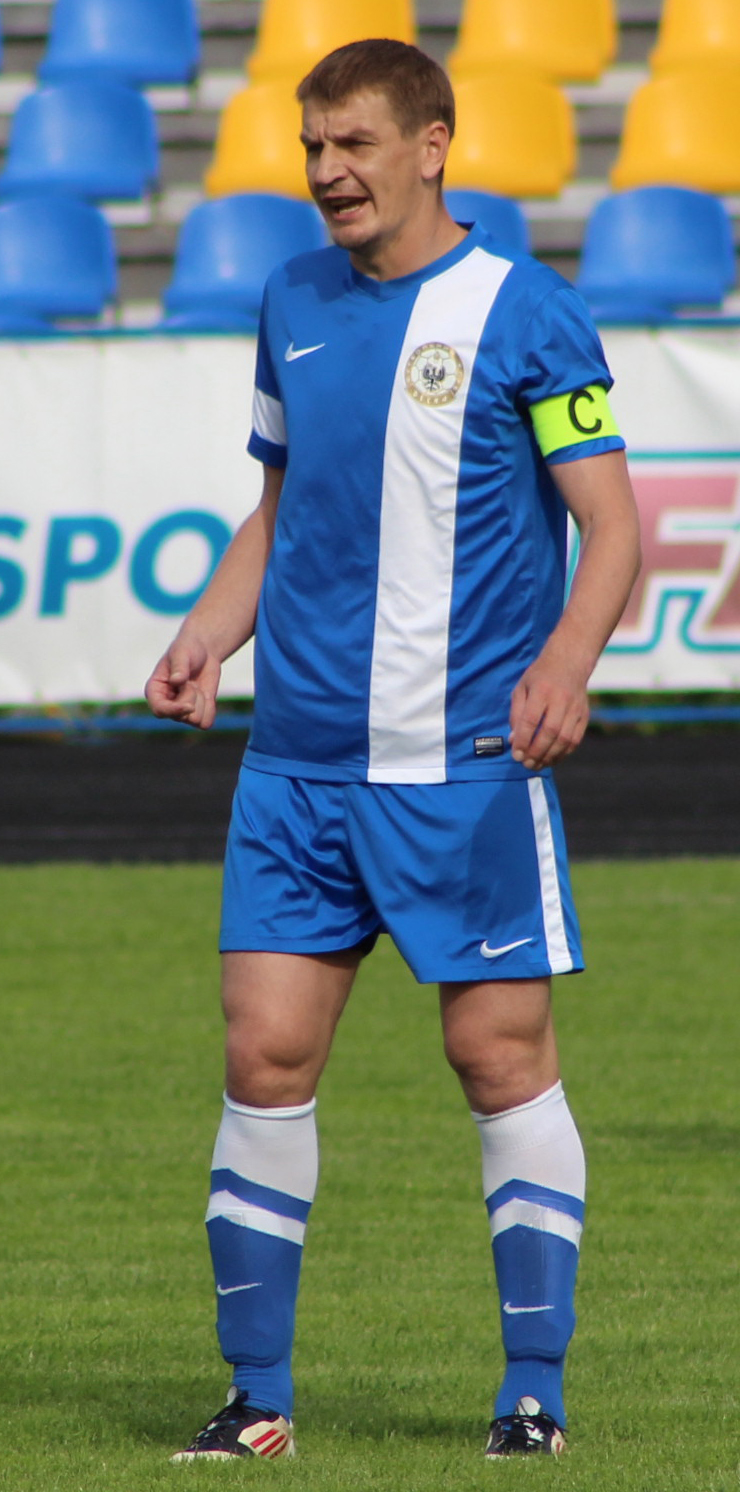
Вадим Мельник — капитан «Десны» в сезоне 2014/15

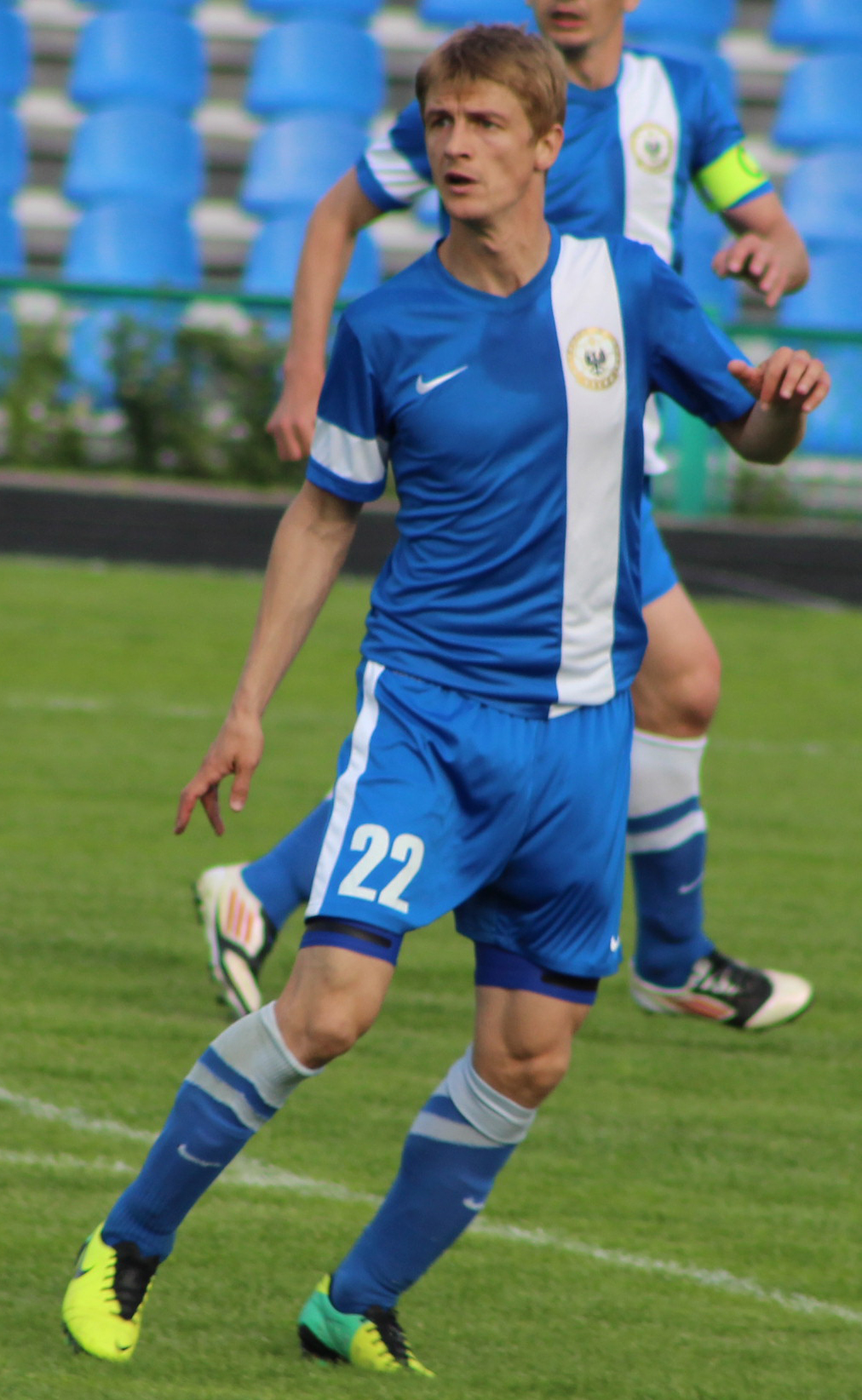
Ярема Кавацив — основной центральный защитник «Десны» в сезоне 2014/15

## Статистика сезона

### Статистика команды[47]
| Сыграно матчей  | 31 (30 чемпионат Украины, из них 1 технический, 1 Кубок Украины)              |
| Победы          | 12                                                                            |
| Ничьи           | 11                                                                            |
| Поражения       | 8 (7 чемпионат Украины, 1 Кубок Украины)                                      |
| Забито мячей    | 44                                                                            |
| Пропущено мячей | 28 (27 чемпионат Украины, 1 Кубок Украины)                                    |
| Разница мячей   | +16                                                                           |
| Предупреждения  | 51                                                                            |
| Удаления        | 4 (2 сразу, 2 за два предупреждения)                                          |
| Лучший счёт     | 6:1                                                                           |
| Худший счёт     | 1:4                                                                           |
| Очки            | Всего: 47/93 (43,71 %), Чемпионат Украины: 47/90 (42,3 %), Кубок Украины: 0/3 |

### Статистика тренера[47]
| 1 | Александр Рябоконь | 31 матч (+12=11−8) |

### Статистика игроков[47]
| Сухие матчи             | Сергей Ситало — 7 Андрей Федоренко — 2 Олег Шевченко — 1 |
| Наибольшее число матчей | Вадим Бовтрук — 30 (29 чемпионат, 1 Кубок Украины)       |
| Лучший бомбардир        | Егор Картушов (7 голов) Пётр Кондратюк (7 голов)         |
| Худшая дисциплина       | Вадим Жук (0 12 )                                        |

#### Капитаны команды
| Игрок          | Чемпионат | Чемпионат | Чемпионат | Кубок Украины | Кубок Украины | Кубок Украины | Итого | Итого   | Итого     |
| Игрок          | Игры      | Капитан   | в среднем | Игры          | Капитан       | в среднем     | Игры  | Капитан | в среднем |
| -------------- | --------- | --------- | --------- | ------------- | ------------- | ------------- | ----- | ------- | --------- |
| Вадим Мельник  | 28        | 27        | 0,96      | 1             | 1             | 1,0           | 29    | 28      | 0,96      |
| Пётр Кондратюк | 27        | 1         | 0,03      | 1             | 0             | 0             | 28    | 1       | 0,03      |
| Павел Щедраков | 25        | 1         | 0,04      | 1             | 0             | 0             | 26    | 1       | 0,03      |

  — основной капитан в текущем составе «Десны»

#### Бомбардиры команды[48]
| Игрок                  | Чемпионат | Чемпионат   | Чемпионат | Кубок Украины | Кубок Украины | Кубок Украины | Итого | Итого       | Итого     |
| Игрок                  | Игры      | Голы (пен.) | в среднем | Игры          | Голы (пен.)   | в среднем     | Игры  | Голы (пен.) | в среднем |
| ---------------------- | --------- | ----------- | --------- | ------------- | ------------- | ------------- | ----- | ----------- | --------- |
| Пётр Кондратюк         | 27        | 7 (4)       | 0,25      | 1             | 0             | 0             | 28    | 7 (4)       | 0,25      |
| Егор Картушов          | 28        | 7           | 0,25      | 1             | 0             | 0             | 29    | 7           | 0,24      |
| Александр Деребчинский | 26        | 5           | 0,19      | 1             | 0             | 0             | 27    | 5           | 0,18      |
| Вадим Мельник          | 28        | 4           | 0,14      | 1             | 0             | 0             | 29    | 4           | 0,13      |
| Денис Скепский         | 12        | 3           | 0,25      | 0             | 0             | 0             | 12    | 3           | 0,25      |
| Михаил Козак           | 19        | 3           | 0,15      | 1             | 0             | 0             | 20    | 3           | 0,15      |
| Ярема Кавацив          | 26        | 3 (1)       | 0,11      | 1             | 0             | 0             | 27    | 3 (1)       | 0,11      |
| Антон Крамар           | 9         | 2           | 0,22      | 0             | 0             | 0             | 9     | 2           | 0,22      |
| Евгений Елисеев        | 9         | 2           | 0,22      | 0             | 0             | 0             | 9     | 2           | 0,22      |
| Юрий Фурта             | 16        | 2           | 0,12      | 1             | 0             | 0             | 17    | 2           | 0,11      |
| Николай Агапов         | 16        | 2           | 0,12      | 1             | 0             | 0             | 17    | 2           | 0,11      |
| Руслан Кисиль          | 12        | 1           | 0,08      | 0             | 0             | 0             | 12    | 1           | 0,08      |
| Владимир Чуланов       | 22        | 1           | 0,04      | 1             | 0             | 0             | 23    | 1           | 0,04      |
| Вадим Жук              | 26        | 1           | 0,03      | 1             | 0             | 0             | 27    | 1           | 0,03      |

  — лучший бомбардир команды по сумме всех турниров

#### Матчи, голы, наказания
| №  | Поз. | Имя                    | Чемпионат | Чемпионат | Чемпионат | Чемпионат    | Чемпионат | Кубок Украины | Кубок Украины | Кубок Украины | Кубок Украины | Кубок Украины | Итого | Итого | Итого   | Итого        | Итого    |
| №  | Поз. | Имя                    | Игры      | Голы      | капитан   | Предупреждён | Red card  | Игры          | Голы          | капитан       | Предупреждён  | Red card      | Игры  | Голы  | капитан | Предупреждён | Red card |
| -- | ---- | ---------------------- | --------- | --------- | --------- | ------------ | --------- | ------------- | ------------- | ------------- | ------------- | ------------- | ----- | ----- | ------- | ------------ | -------- |
| 11 | ПЗ   | Вадим Бовтрук          | 29        | 0         | 0         | 0            | 0         | 1             | 0             | 0             | 0             | 0             | 30    | 0     | 0       | 0            | 0        |
| 4  | Защ  | Вадим Мельник          | 28        | 4         | 27        | 5            | 0         | 1             | 0             | 1             | 1             | 0             | 29    | 4     | 28      | 6            | 0        |
| 12 | ПЗ   | Егор Картушов          | 28        | 7         | 0         | 4            | 0         | 1             | 0             | 0             | 0             | 0             | 29    | 7     | 0       | 4            | 0        |
| 9  | ПЗ   | Пётр Кондратюк         | 27        | 7 (4)     | 1         | 4            | 0         | 1             | 0             | 0             | 0             | 0             | 28    | 7 (4) | 1       | 4            | 0        |
| 22 | Защ  | Ярема Кавацив          | 26        | 3 (1)     | 0         | 2            | 1         | 1             | 0             | 0             | 0             | 0             | 27    | 3 (1) | 0       | 2            | 1        |
| 2  | Защ  | Вадим Жук              | 26        | 1         | 0         | 12           | 0         | 1             | 0             | 0             | 0             | 0             | 27    | 1     | 0       | 12           | 0        |
| 8  | Нап  | Александр Деребчинский | 26        | 5         | 0         | 1            | 0         | 1             | 0             | 0             | 0             | 0             | 27    | 5     | 0       | 1            | 0        |
| 3  | ПЗ   | Павел Щедраков         | 25        | 0         | 1         | 6            | 1         | 1             | 0             | 0             | 0             | 0             | 26    | 0     | 1       | 6            | 1        |
| 5  | Защ  | Владимир Чуланов       | 22        | 1         | 0         | 1            | 0         | 1             | 0             | 0             | 0             | 0             | 23    | 1     | 0       | 1            | 0        |
| 31 | Вр   | Сергей Ситало          | 22        | −19       | 0         | 0            | 0         | 0             | 0             | 0             | 0             | 0             | 22    | −19   | 0       | 0            | 0        |
| 18 | Защ  | Рудольф Сухомлинов     | 20        | 0         | 0         | 3            | 0         | 0             | 0             | 0             | 0             | 0             | 20    | 0     | 0       | 3            | 0        |
| 7  | Нап  | Михаил Козак           | 19        | 3         | 0         | 2            | 0         | 1             | 0             | 0             | 0             | 0             | 20    | 3     | 0       | 2            | 0        |
| 27 | Защ  | Андрей Смалько         | 16        | 0         | 0         | 1            | 1         | 1             | 0             | 0             | 0             | 0             | 17    | 0     | 0       | 1            | 1        |
| 23 | Нап  | Николай Агапов         | 16        | 2         | 0         | 3            | 0         | 1             | 0             | 0             | 0             | 0             | 17    | 2     | 0       | 3            | 0        |
| 15 | Нап  | Юрий Фурта             | 16        | 2         | 0         | 1            | 0         | 1             | 0             | 0             | 0             | 0             | 17    | 2     | 0       | 1            | 0        |
| 17 | Нап  | Руслан Кисиль          | 12        | 1         | 0         | 1            | 0         | 0             | 0             | 0             | 0             | 0             | 12    | 1     | 0       | 1            | 0        |
| 10 | ПЗ   | Денис Скепский         | 12        | 3         | 0         | 1            | 0         | 0             | 0             | 0             | 0             | 0             | 12    | 3     | 0       | 1            | 0        |
| 10 | ПЗ   | Вадим Воронченко       | 12        | 0         | 0         | 1            | 1         | 0             | 0             | 0             | 0             | 0             | 12    | 0     | 0       | 1            | 1        |
| 16 | Защ  | Евгений Елисеев        | 9         | 2         | 0         | 1            | 0         | 0             | 0             | 0             | 0             | 0             | 9     | 2     | 0       | 1            | 0        |
| 15 | ПЗ   | Антон Крамар           | 9         | 2         | 0         | 1            | 0         | 0             | 0             | 0             | 0             | 0             | 9     | 2     | 0       | 1            | 0        |
| 1  | Вр   | Андрей Федоренко       | 6         | −7        | 0         | 1            | 0         | 1             | −1            | 0             | 0             | 0             | 7     | −8    | 0       | 1            | 0        |
| 21 | Нап  | Игорь Тимченко         | 6         | 0         | 0         | 0            | 0         | 0             | 0             | 0             | 0             | 0             | 6     | 0     | 0       | 0            | 0        |
| 6  | Защ  | Олег Леонидов          | 5         | 0         | 0         | 0            | 0         | 0             | 0             | 0             | 0             | 0             | 5     | 0     | 0       | 0            | 0        |
| 14 | ПЗ   | Сергей Каркошкин       | 4         | 0         | 0         | 0            | 0         | 0             | 0             | 0             | 0             | 0             | 4     | 0     | 0       | 0            | 0        |
| 19 | Защ  | Вадим Малюк            | 3         | 0         | 0         | 0            | 0         | 0             | 0             | 0             | 0             | 0             | 3     | 0     | 0       | 0            | 0        |
| 13 | Вр   | Олег Шевченко          | 2         | −1        | 0         | 0            | 0         | 0             | 0             | 0             | 0             | 0             | 2     | −1    | 0       | 0            | 0        |
| 16 | ПЗ   | Ярослав Сердюк         | 2         | 0         | 0         | 0            | 0         | 0             | 0             | 0             | 0             | 0             | 2     | 0     | 0       | 0            | 0        |

#### Лауреаты сезона
Лучший игрок сезона в Первой лиге по версии UA-Футбол:
- Егор Картушов — 3-е место[49]

В сборную сезона Первой лиги по версии UA-Футбол включались:
- Егор Картушов — на позиции левый полузащитник/защитник[50]

### Зрительская статистика
| Чемпионат Украины (30 игр, из них 1 техническая) |                                              |                                                           |        |
| кол-во зрителей                                  | дома (15 игр)                                | выезд (15 игр)                                            | итого  |
| максимальное                                     | 1 250 против ФК «Полтава», 18 апреля 2015    | 2 586 против «Звезда» (Кировоград), 20 сентября 2014      | итого  |
| минимальное                                      | 490 против «Гелиос» (Харьков), 1 ноября 2014 | 400 против «Нефтяник-Укрнефть» (Ахтырка), 23 октября 2014 | итого  |
| среднее                                          | 886                                          | 1 195                                                     | 1 035  |
| сумма                                            | 13 293                                       | 16 736                                                    | 30 029 |

| Кубок Украины (1 игра) |                                                        |               |       |
| кол-во зрителей        | дома (1 игра)                                          | выезд (0 игр) | итого |
| максимальное           | 7 100 против «Днепр» (Днепропетровск), 23 августа 2014 | —             | итого |
| минимальное            | 7 100 против «Днепр» (Днепропетровск), 23 августа 2014 | —             | итого |
| среднее                | 7 100                                                  | 0             | 7 100 |
| сумма                  | 7 100                                                  | 0             | 7 100 |

| Все офиц. матчи сезона (31 игра, из них 1 техническая) |                                                        |                                                           |        |
| кол-во зрителей                                        | дома (17 игр)                                          | выезд (17 игр)                                            | итого  |
| максимальное                                           | 7 100 против «Днепр» (Днепропетровск), 23 августа 2014 | 2 586 против «Звезда» (Кировоград), 20 сентября 2014      | итого  |
| минимальное                                            | 490 против «Гелиос» (Харьков), 1 ноября 2014           | 400 против «Нефтяник-Укрнефть» (Ахтырка), 23 октября 2014 | итого  |
| среднее                                                | 1 274                                                  | 1 195                                                     | 1 237  |
| сумма                                                  | 20 393                                                 | 16 736                                                    | 37 129 |

## Предсезонные и товарищеские матчи
Предсезонные матчи
| 12 июля 2014 г. / суббота | «Десна»                                                                            | 6:0           | «Полесье-Юность» (Добрянка) | Украина, Чернигов          |
| 18:00                     | Деребчинский ? · ? ? · ? ? · ? ? · ? ? · Фурта ? · Нереализованный пенальти: Козак | отчёт. отчёт. |                             | Стадион: им. Юрия Гагарина |

| 14 июля 2014 г. / понедельник | «Динамо-2» (Киев)                            | 3:1           | «Десна» | Украина, Киев            |
|                               | Полярус 17′ · Исраилов 20′ (пен.) · Маик 42′ | отчёт. отчёт. | ? 7′    | Стадион: УТБ ФК «Динамо» |

| 18 июля 2013 г. / пятница | «Десна»                         | 3:1           | «Локомотив» (Киев) | Украина, Чернигов          |
| 18:00                     | Фурта ? · Кондратюк ? · Сирый ? | отчёт. отчёт. | ? ?                | Стадион: им. Юрия Гагарина |

| 20 июля 2014 г. / воскресенье | «Динамо-2» (Киев) | 0:3    | «Десна»                             | Украина, Киев            |
|                               |                   | отчёт. | Картушов ? · Козак ? · Воронченко ? | Стадион: УТБ ФК «Динамо» |

Товарищеский матч в ходе летне-осенней части сезона
| 16 октября 2014 г. / четверг | «Десна»        | 1:0    | Сборная Черниговской Премьер-лиги | Украина, Чернигов          |
| 14:00                        | ? 90+2′ (пен.) | отчёт. |                                   | Стадион: им. Юрия Гагарина |

### Мемориал Макарова
| 16 января 2015 г. / пятница 1-й тур | «Десна»     | 1:3                  | «Олимпик» (Донецк)                        | Украина, Киев                                     |
| | Бовтрук 26′ | отчёт. отчёт. отчёт. | Панцулая 18′ · Драченко 49′ · Лысенко 53′ | Стадион: УТБ ФК «Динамо» Судья: Кутаков (Бровары) |
| «Десна»: Ситало, Малюк, Елисеев, Кавацив, Сухомлинов, Кондратюк, Щедраков, Каркошкин, Бовтрук, Агапов, Козак (Шевченко, Сирый, Чаус, Чуланов, Мельник, Смалько, Воронченко, Фурта, Жук, Крамар, Гулордава 46') · «Олимпик» (Донецк): Литовка, Иванов, Мищенко, Дитятьев, Олейник, Доронин, Овиахон, Сытник, Еременко, Кадимян, Панцулая (Махарадзе, Гришко, Тищенко, Огиря, Дорошенко, Семенина, Драченко, Лысенко, Кича, Бровченко, Леандро 46') |             |                      |                                           |                                                   |

| 18 января 2015 г. / воскресенье 2-й тур                                                        | «Энергия» (Новая Каховка) | 0:1           | «Десна»    | Украина, Киев                                     |
| 12:00                                                                                          | · Рафальский ?' 69'       | отчёт. отчёт. | Агапов 12′ | Стадион: УТБ ФК «Динамо» Судья: Кутаков (Бровары) |
| «Десна»: Смалько, Кондратюк, Щедраков, Жук, Мельник, Бовтрук, Шевченко, Воронченко, Каркошкин, |                           |               |            |                                                   |

| 19 января 2015 г. / понедельник 3-й тур | «Колос» (Ковалёвка) | 1:0           | «Десна» | Украина, Киев            |
| 12:00                                   | Поздеев 44′ (пен.)  | отчёт. отчёт. |         | Стадион: УТБ ФК «Динамо» |

| 20 января 2015 г. / вторник 4-й тур | «Десна»                                            | 3:0    | ЦСКА (Киев) | Украина, Киев            |
| 12:00                               | Каркошкин 58′ · Воронченко 71′ · Крамар 90′ (пен.) | отчёт. |             | Стадион: УТБ ФК «Динамо» |

| 22 января 2015 г. / четверг 5-й тур | «Динамо-2» (Киев) | 1:1           | «Десна»     | Украина, Киев                                              |
| 14:00 | Рыжук 38′         | отчёт. отчёт. | Бовтрук 60′ | Стадион: УТБ ФК «Динамо» Судья: Денисюк (Киевская область) |
| «Динамо-2» (Киев): Шевченко, Спичка 75' (Гарбар 75'), Братков, Трубочкин 55' (Скидан 55'), Полярус, Морозенко, Петров 43' (Кузык 43'), Рыжук, Савченко 55' (Суарес 55'), Яремчук, Маик 65' (Панфилов 65') · «Десна»: Ситало 46' (Шевченко 46'), Сухомлинов, Кавацив, Елисеев 46' (Мельник 46'), Смалько 46' (Жук 46'), Щедраков, Воронченко 46' (Кондратюк 46'), Каркошкин, Крамар, Малюк 46' (Бовтрук 46'), Агапов |                   |               |             |                                                            |

Итоговое расположение команд в группе «А»
| М | Команда    | И | В | Н | П | Мячи   | ±   | О  |
| - | ---------- | - | - | - | - | ------ | --- | -- |
| 1 | «Олимпик»  | 5 | 4 | 0 | 1 | 11 − 6 | +5  | 12 |
| 2 | «Колос»    | 5 | 4 | 0 | 1 | 17 − 5 | +12 | 12 |
| 3 | «Динамо-2» | 5 | 3 | 1 | 1 | 9 − 3  | +6  | 10 |
| 4 | «Десна»    | 5 | 2 | 1 | 2 | 6 − 5  | +1  | 7  |
| 5 | ЦСКА       | 5 | 1 | 0 | 4 | 5 − 14 | −9  | 3  |
| 6 | «Энергия»  | 5 | 0 | 0 | 5 | 2 − 17 | −15 | 0  |

И — игры, В — выигрыши, Н — ничьи, П — проигрыши, Мячи — забитые и пропущенные голы, ± — разница голов, О — очки

### Мемориал Щанова
| 13 февраля 2015 г. / пятница 1-й тур | «Десна»                                                                                          | 7:1           | РВУФК (Киев) | Украина, Киев                                              |
| | С. Шарай 29′ · Мельник 44′ · С. Шарай 45′ · Картушов 63′ · Агапов 65′ · Елисеев 70′ · Агапов 77′ | отчёт. отчёт. | Иващенко 26′ | Стадион: УТБ ФК «Динамо» Судья: Денисюк (Киевская область) |
| «Десна»: Шевченко 46' (Ситало 46'), Мельник 46' (Жук 46'), Кавацив 46' (Елисеев 46'), Смалько 46' (Леонидов 46'), Кондратюк 46' (Сухомлинов 46'), Чуланов 46' (Щедраков 46'), Бовтрук 46' (Крамар 46'), Евтушенко 46' (Каркошкин 46'), В. Шарай 22' (Агапов 22'), Деребчинский 22' (С. Шарай 22' 62' Картушов 62'), Малюк 46' (Жарый 46') 62' Козак 62') · РВУФК: Бескровный, Кубенко, Лавринченко, Малахов, Арутюнян 72' (Косик 72'), Тищенко 55' (Драч 55'), Антошин 55' (Кузнецов 55'), Бочинский 55' (Мицюк 55'), Булеза 51' (Гомба 51'), Масикевич 51' (Шевцов 51'), Иващенко 51' (Кучер 51') |                                                                                                  |               |              |                                                            |

| 15 февраля 2015 г. / воскресенье 2-й тур | «Десна»                   | 2:2           | «Шахтёр U-19» (Донецк) | Украина, Счастливое |
|                                          | Елисеев 17′ · Бовтрук 73′ | отчёт. отчёт. | Кравчук 7′ · Кащук 57′ |                     |

| 17 февраля 2015 г. / вторник 3-й тур | «Десна»                                     | 4:0           | «Локомотив-Интернационале» (Киев) |  |
|                                      | C. Шарай 39′ · Агапов 46′ 74′ · Мельник 75′ | отчёт. отчёт. |                                   |  |

| 18 февраля 2015 г. / среда 4-й тур | «Оболонь-Бровар» (Киев)       | 2:0           | «Десна» | Украина, Киев            |
| 12:30                              | Гордийчук 19′ · Корольчук 30′ | отчёт. отчёт. |         | Стадион: УТБ ФК «Динамо» |

| 20 февраля 2015 г. / пятница 5-й тур | «Десна»                                         | 3:0    | «Ретро» (Ватутино) | Украина, Киев            |
| 12:00                                | Кондратюк 14′ · Картушов 82′ · Деребчинский 87′ | отчёт. |                    | Стадион: УТБ ФК «Динамо» |

| 21 февраля 2015 г. / суббота 1/4 финала | «Десна»                         | 3:1    | «Еднисть» (Плиски) |  |
| 11:00                                   | Кондратюк 70′ · Бовтрук 83′ 90′ | отчёт. | Дробноход 67′      |  |

| 24 февраля 2015 г. / вторник 1/2 финала | «Десна»                         | 2:3    | «Чайка» (Петропавловская Борщаговка)       | Украина, Счастливое |
| 12:00                                   | Липилин 80′ (авт.) · Кисиль 83′ | отчёт. | Дацюк 2′ · Притиковский 27′ · Черненко 47′ |                     |

Товарищеские матчи во время зимне-весеннего перерыва
| 8 марта 2015 г. / воскресенье | «Оболонь-Бровар» (Киев)                                       | 1:2    | «Десна»                   | Украина, Буча             |
| | Корольчук 64′ · Кицута 74' · Проневич 76' · Березанский 90+1' | отчёт. | Картушов 15′ · Кисиль 28′ | Стадион: УТБ ФК «Оболонь» |
| «Оболонь-Бровар» (Киев): Иванов 46' (Дяченко 46'), Корнев 46' (Проневич 46'), Аблитаров, Сахнюк 46' (Корольчук 46'), Шевчук 74' (Литовчак 74'), Рустамов 52' (Майданевич 52'), Шевченко 52' (Кицута 52'), И. Коваленко 78' (Березанский 78'), Продан 59' (Шваб 59'), Гордийчук, Фаворов 63' (Лукьянец 63') |                                                               |        |                           |                           |

| 14 марта 2015 г. / суббота | «Десна»                          | 3:0    | «Авангард» (Корюковка) | Украина, Чернигов          |
| | Козак 37′ · Деребчинский 51′ 60′ | отчёт. |                        | Стадион: им. Юрия Гагарина |
| «Десна»: Ситало 46' (Шевченко 46'), Жук, Елисеев, Леонидов 46' (Мельник 46'), Чуланов, Щедраков 46' (Кондратюк 46'), Кисиль 60' (Агапов 60'), Козак 46' (Бовтрук 46'), Картушов 60' (Каркошкин 60'), Скепский 46' (Евтушенко 46'), Шарай 46' (Деребчинский 46') |                                  |        |                        |                            |

Товарищеский матч в ходе весенне-летней части сезона
| 11 апреля 2015 г. / суббота | «Оболонь-Бровар» (Киев) | 0:2           | «Десна»            | Украина, Буча             |
| 12:00 | · Кицута 42'            | отчёт. отчёт. | Картушов 32′ · ? ? | Стадион: УТБ ФК «Оболонь» |
| «Оболонь-Бровар» (Киев): Федоровский 46' (Дяченко 46'), Корнев , Аблитаров, Рустамов 63' (Майданевич 63'), Шевчук 43' (Корольчук 43'), Сахнюк 70' (Рябцев 70'), Кицута 70' (Сиренко 70'), Слободян 46' (Шевчук 46') 63' Шевченко 63'), К. Коваленко, Продан 66' (Лукьянец 66'), Фаворов 66' (Гордийчук 66') |                         |               |                    |                           |

## Первая лига

### Турнирная таблица
| М  | Команда           | И  | В  | Н  | П  | Мячи    | ±   | О     | Примечания                                       |
| -- | ----------------- | -- | -- | -- | -- | ------- | --- | ----- | ------------------------------------------------ |
|    | Александрия       | 30 | 22 | 6  | 2  | 53 − 15 | +38 | 72    | Выход в Премьер-лигу                             |
|    | Сталь Д           | 30 | 17 | 9  | 4  | 45 − 21 | +24 | 60    | (+) новичок                                      |
|    | Горняк-Спорт      | 30 | 16 | 9  | 5  | 44 − 24 | +20 | 57    | (+) новичок                                      |
| 4  | Звезда            | 30 | 14 | 7  | 9  | 42 − 27 | +15 | 49 \| |                                                  |
| 5  | Д Е С Н А         | 30 | 12 | 11 | 7  | 44 − 27 | +17 | 47 \| |                                                  |
| 6  | Динамо-2          | 30 | 12 | 8  | 10 | 35 − 29 | +6  | 44 \| |                                                  |
| 7  | Гелиос            | 30 | 12 | 8  | 10 | 30 − 25 | +5  | 44 \| |                                                  |
| 8  | Сумы              | 30 | 12 | 7  | 11 | 35 − 41 | −6  | 43 \| |                                                  |
| 9  | Горняк            | 30 | 10 | 12 | 8  | 32 − 26 | +6  | 42    | (+) новичок                                      |
| 10 | Полтава           | 30 | 11 | 9  | 10 | 29 − 27 | +2  | 42 \| |                                                  |
| 11 | Тернополь         | 30 | 11 | 8  | 11 | 33 − 49 | −16 | 41    | (+) новичок                                      |
| 12 | Нефтяник-Укрнефть | 30 | 10 | 10 | 10 | 32 − 34 | −2  | 40 \| |                                                  |
| 13 | Нива              | 30 | 8  | 3  | 19 | 25 − 52 | −27 | 27 \| |                                                  |
| 14 | Николаев          | 30 | 6  | 6  | 18 | 34 − 67 | −33 | 24    | Стыковые матчи за сохранение места в Первой лиге |
| 15 | Сталь А           | 30 | 5  | 0  | 25 | 16 − 28 | −12 | 15    | Приостановила участие в чемпионате               |
| 16 | Буковина          | 30 | 4  | 3  | 23 | 24 − 61 | −37 | 15    | Выбывание во Вторую лигу Украины                 |

И — игры, В — выигрыши, Н — ничьи, П — проигрыши, Мячи — забитые и пропущенные голы, ± — разница голов, О — очки

Приоритет: 1) очки; 2) разница голов; 3) Забитые голы; 4) Рейтинг честной игры

### Матчи[54]

#### 1-й круг
| 26 июля 2014 г. / суббота 1-й тур | «Александрия»                                                                                          | 2:1 протокол (укр.). | «Десна»                   | Украина, Александрия                               |
| 19:00 | Старенький 1′ · Грицук 90+6′ · Имереков 34' · Микицей 39' · Чорний 48' · Старенький 56' · Сухоцкий 64' | отчёт.               | Мельник 59′ · Кавацив 39' | Стадион: Ника Зрителей: 2 000 Судья: Павлюк (Киев) |
| «Александрия»: Новак, Сухоцкий, Имереков, Микицей, Басов, Леонов 59' (Бидловский 59'), Ямполь 46' (Банада 46'), Запорожан , Старенький, Чорний 62' (Грицук 62'), Пономарь 79' (Коломоец 79') · Остались в запасе: Леванидов, Ломко, Гуськов · «Десна»: Федоренко, Жук, Щедраков, Мельник , Кавацив, Смалько, Кондратюк 90+5' (Воронченко 90+5'), Бовтрук 83' (Чуланов 83'), Картушов, Козак 90+1' (Агапов 90+1'), Деребчинский 74' (Фурта 74') · Остались в запасе: Шевченко | |                      |                           |                                                    |

| 2 августа 2014 г. / суббота 2-й тур | «Десна»                              | 1:1 протокол (укр.). | «Сумы»                                              | Украина, Чернигов                                                |
| 18:00 | Картушов 55′ · Фурта 36' · Жук 90+2' | отчёт (укр.).        | Богачёв 61′ · Фарид 23' · Жичиков 48' · Брикнер 74' | Стадион: им. Юрия Гагарина Зрителей: 837 Судья: Пенюшин (Одесса) |
| «Десна»: Федоренко, Жук, Щедраков, Мельник , Кавацив, Смалько, Кондратюк 82' (Чуланов 82'), Воронченко 46' (Козак 46'), Бовтрук, Деребчинский 46' (Картушов 46'), Фурта 66' (Агапов 66') · Остались в запасе: Шевченко, Сухомлинов, Малюк · «Сумы»: Важинский, Котелюх , Кравченко, Петрович, Бугаёв 80' (Ушаков 80'), Жичиков 61' (Брикнер 61'), Лебеденко 90' (Сидоренко 90'), Богачёв, Западня, Лучик, Фарид 66' (Козаченко 66') · Остались в запасе: Литвиненко, Ярошенко, Ганжа |                                      |                      |                                                     |                                                                  |

| 10 августа 2014 г. / воскресенье 3-й тур | «Горняк» (Кривой Рог)     | 0:0 протокол (укр.). | «Десна»                            | Украина, Кривой Рог                                         |
| 18:00 | · Павлов 11' · Баенко 86' | отчёт.               | · Воронченко 57' · Федоренко 90+1' | Стадион: Металлург Зрителей: 500 Судья: Калита (Кировоград) |
| «Горняк» (Кривой Рог): Гурин, Баенко, Любчак, Павлов, Голуб, Гвоздевич 78' (Боровский 78'), Бука, Дорош, Григорик, Нудный 53' (Антипов 53'), Тимченко 85' (Перин 85') · Остались в запасе: Фельде, Васильев, Чеботарёв, Рябов · «Десна»: Федоренко, Жук, Мельник , Кавацив, Смалько, Щедраков, Кондратюк, Воронченко 67' (Бовтрук 67'), Картушов, Козак 85' (Фурта 85'), Агапов 72' (Деребчинский 72') · Остались в запасе: Шевченко, Малюк, Сухомлинов, Чуланов |                           |                      |                                    |                                                             |

| 16 августа 2014 г. / суббота 4-й тур | «Десна»                                | 2:0 протокол (укр.). | «Нива» (Тернополь)            | Украина, Чернигов                                                   |
| 18:00 | Козак 13′ · Кавацив 87′ · Картушов 58' | отчёт (укр.).        | · Мдинарадзе 26' · Вацеба 48' | Стадион: им. Юрия Гагарина Зрителей: 700 Судья: Кривушкин (Харьков) |
| «Десна»: Федоренко, Жук, Мельник , Кавацив, Сухомлинов, Щедраков, Кондратюк, Воронченко 65' (Чуланов 65'), Картушов 90+2' (Малюк 90+2'), М. Козак 81' (Бовтрук 81'), Деребчинский 72' (Фурта 72') · Остались в запасе: Шевченко, Агапов, Смалько · «Нива» (Тернополь): Шпук, Донец , Петривский, Яневич, Гринченко 78' (Сворак 78'), Гудак, Плис 74' (Сахнюк 74'), Гудыма, Вацеба 90+1' (Рыжук 90+1'), Мдинарадзе 46' (Шпикула 46'), Семенюк · Остались в запасе: Нагорный, Р. Козак, Менжега |                                        |                      |                               |                                                                     |

| 27 августа 2014 г. / среда 5-й тур | «Николаев»                                                                                     | 3:2 протокол (укр.). | «Десна»                                                      | Украина, Николаев                                     |
| 17:00 | Поднебенной 29′ (пен.) · Адаменко 56′ · Загинайлов 71′ · Момот 6' · Куприй 47' · Антоненко 66' | отчёт.               | Картушов 48′ · Агапов 89′ · Мельник 28' · Щедраков 45+1' 68' | Стадион: ЦГС Зрителей: 1 500 Судья: Иванов (Макеевка) |
| «Николаев»: Антоненко, Адаменко, Луценко 46' (Куприй 46'), Поднебенной, Прокипчук 84' (Бондаренко 84'), Сомов 66' (Рогозинский 66'), Стеценко, Момот, Музыка 46' (Загинайлов 46'), Остапенко, Билый · Остались в запасе: Восконян, Носов, Берко · «Десна»: Федоренко, Мельник , Сухомлинов 76' (Чуланов 76'), Жук, Леонидов, Щедраков, Кондратюк, Козак 81' (Агапов 81'), Картушов, Бовтрук 81' (Каркошкин 81'), Фурта 76' (Деребчинский 76') · Остались в запасе: Шевченко, Малюк, Смалько |                                                                                                |                      |                                                              |                                                       |

| 31 августа 2014 г. / воскресенье 6-й тур | «Десна»                        | 0:1 протокол (укр.). | «Сталь» (Алчевск)                                                           | Украина, Чернигов                                                |
| 17:00 | · Кондратюк 57' · Картушов 61' | отчёт (укр.).        | Локтионов 38′ · Скарлош 31' · Полюлях 64' · Мамутов 72' · Масалов 76' 90+2' | Стадион: им. Юрия Гагарина Зрителей: 820 Судья: Кононов (Донецк) |
| «Десна»: Федоренко, Чуланов, Мельник , Леонидов, Сухомлинов, Кондратюк 90+1' (Сердюк 90+1', Воронченко, Бовтрук, Козак 80' (Фурта 80'), Картушов 76' (Каркошкин 76'), Деребчинский 71' (Агапов 71') · Остались в запасе: Шевченко, Малюк, Смалько · «Сталь» (Алчевск): Комарицкий, Максименко, Назаренко, Ковалёв , Хромых, Тимофеенко 76' (Ермаков 76'), Логинов, Скарлош 70' (Мамутов 70'), Гордя 63' (Полюлях 63'), Масалов, Локтионов 90+5' (Хамид 90+5') · Остались в запасе: Ганев, Жданов |                                |                      |                                                                             |                                                                  |

| 6 сентября 2014 г. / суббота 7-й тур | «Полтава»                                       | 0:0 протокол (укр.). | «Десна»          | Украина, Полтава                                              |
| 17:00 | · Коркишко 22' · Зеленевич 62' · Бондаренко 90' | отчёт (укр.).        | · Сухомлинов 49' | Стадион: Локомотив Зрителей: 1 200 Судья: Калита (Кировоград) |
| «Полтава»: Кучинский, Зозуля , Бутенин, Парамонов, Кравченко 46' (Коваленко 46'), Турчанов, Лисовой, Зеленевич, Соломка 41' (Шевчук 41'), Коркишко 74' (Семчук 74'), Фомич 62' (Бондаренко 62') · Остались в запасе: Кулинич, Боровец, Гирский · «Десна»: Шевченко, Жук, Мельник , Кавацив, Сухомлинов, Щедраков, Кондратюк, Воронченко, Козак 88' (Фурта 88'), Бовтрук 78' (Деребчинский 78') Агапов 72' (Картушов 72') · Остались в запасе: Федоренко, Чуланов, Каркошкин, Смалько |                                                 |                      |                  |                                                               |

| 13 сентября 2014 г. / суббота 8-й тур | «Десна» | 4:0 протокол (укр.). | «Горняк-Спорт» (Комсомольск)                                                                    | Украина, Чернигов                                                 |
| 17:00 | Мельник 15′ · Кондратюк 24′ (пен.) · Моисеенко 88′ (авт.) · Агапов 90+1′ · Жук 45' · Сухомлинов 75' · Воронченко 78' | отчёт (укр.).        | · Лугачёв 14' · Костюченко 23' · Моисеенко 43' · Голядинец 46' 74' · Лозовой 57' · Чеботаев 82' | Стадион: им. Юрия Гагарина Зрителей: 750 Судья: Кутаков (Бровары) |
| «Десна»: Ситало, Жук, Кавацив, Мельник , Сухомлинов, Щедраков, Козак 76' (Агапов 76'), Кондратюк 86' (Чуланов 86'), Воронченко, Картушов 90+2' (Сердюк 90+2'), Деребчинский 65' (Бовтрук 65') · Остались в запасе: Шевченко, Фурта, Смалько · «Горняк-Спорт» (Комсомольск): Сытников, Нелин, Костюченко, Моисеенко, Чеботаев, Герасимец 70' (Алексанов 70'), Александров 27' (Голядинец 27'), Лугачёв 51' (Новиков 51'), Корольков 59' (Приходной 59'), Лозовой, Кириенко · Остались в запасе: Клищук, Дячук, Андриевский | |                      |                                                                                                 |                                                                   |

| 20 сентября 2014 г. / суббота 9-й тур | «Звезда» (Кировоград)               | 0:2 протокол (укр.). | «Десна»                                                     | Украина, Кировоград                                      |
| 17:00 | · Чередниченко 53' · Загальский 56' | отчёт (укр.).        | Картушов 6′ · Деребчинский 90+1′ · Сухомлинов 40' · Жук 51' | Стадион: Звезда Зрителей: 2 586 Судья: Шурман (Вишнёвое) |
| «Звезда» (Кировоград): Поштаренко, Допилка, Родина, Щедрый 78' (Кушнирёв 78'), Бацула, Сокуренко 75' (Крамар 75'), Б, Баранец, Фатеев, Загальский 59' (Рудницкий 59'), Акименко 80' (Осадчий 80'), Чередниченко · Остались в запасе: Козаченко, Рыбалко, Кривошей · «Десна»: Ситало, Жук, Мельник , Кавацив, Сухомлинов, Чуланов, Щедраков, Козак 90+5' (Малюк 90+5'), Картушов 90+2' (Смалько 90+2'), Бовтрук 86' (Фурта 86'), Агапов 82' (Деребчинский 82') · Остались в запасе: Шевченко, Каркошкин, Сердюк |                                     |                      |                                                             |                                                          |

| 27 сентября 2014 г. / суббота 10-й тур | «Десна»                                  | 2:1 протокол (укр.). | «Динамо-2» (Киев)                             | Украина, Чернигов                                                   |
| 16:00 | Картушов 32′ · Фурта 90+3′ · Мельник 70' | отчёт (укр.).        | Акубардия 49′ · Савченко 28' · Черноморец 32' | Стадион: им. Юрия Гагарина Зрителей: 931 Судья: Калита (Кировоград) |
| «Десна»: Ситало, Жук, Мельник , Кавацив, Сухомлинов, Чуланов, Щедраков, Картушов, Бовтрук 87' (Фурта 87'), Козак, Агапов 80' (Деребчинский 80') · Остались в запасе: Шевченко, Каркошкин, Малюк, Сердюк, Смалько · «Динамо-2» (Киев): Волынец, Рыжук, Братков, Акубардия, Трубочкин , Савченко, Цыбульник 83' (Болденков 83'), Полярус 80' (Гемега 80'), Хобленко 83' (Маик 83'), Яремчук 46' (Исраилов 46'), Черноморец · Остались в запасе: Бущан, Азацкий, Спичка |                                          |                      |                                               |                                                                     |

| 4 октября 2014 г. / суббота 11-й тур | «Буковина» (Черновцы) | 0:2 протокол (укр.). | «Десна»                                | Украина, Черновцы                                     |
| 15:00 | · Степанков 31'       | отчёт (укр.).        | Чуланов 21′ · Фурта 57′ · Щедраков 45' | Стадион: Буковина Зрителей: 500 Судья: Грисьо (Львов) |
| «Буковина» (Черновцы): Одольский, Терехов, Скидан, Темеривский , Немтинов, Головачук 61' (Сивка 61'), Пантя, Загидулин 78' (Булезюк 78'), Степанков, Ателькин 78' (Косован 78'), Толстяк 88' (Демьянчук 88') · Остались в запасе: Шостак, Добровольский, Крилюк · «Десна»: Ситало, Жук, Мельник , Кавацив, Сухомлинов, Чуланов, Щедраков 89' (Смалько 89'), Козак, Картушов 85' (Кондратюк 85'), Фурта 65' (Бовтрук 65'), Деребчинский 80' (Агапов 80') · Остались в запасе: Шевченко, Малюк, Каркошкин |                       |                      |                                        |                                                       |

| 11 октября 2014 г. / суббота 12-й тур | «Десна»                   | 0:0 протокол (укр.). | «Тернополь»                 | Украина, Чернигов                                                    |
| 16:00 | · Козак 67' · Кавацив 88' | отчёт (укр.).        | · Семенец 44' · Атласюк 79' | Стадион: им. Юрия Гагарина Зрителей: 1 025 Судья: Кузьмин (Николаев) |
| «Десна»: Ситало, Жук 73' (Кондратюк 73'), Мельник , Кавацив, Сухомлинов, Щедраков, Чуланов, Козак 68' (Деребчинский 68'), Картушов, Бовтрук 85' (Воронченко 85'), Фурта 77' (Агапов 77') · Остались в запасе: Шевченко, Каркошкин, Смалько · «Тернополь»: Русан, Курило, Атласюк, Дубчак, Клекот, Кондзелка , Гаврилюк 83' (Соколовский 83'), Волошинович 73' (Курицкий 73'), Мединский 90+4' (Тарабалка 90+4'), Полянчук 20' (Громяк 20'), Семенец · Остались в запасе: Плетеницкий, Богданов, Дори |                           |                      |                             |                                                                      |

| 19 октября 2014 г. / воскресенье 13-й тур | «Сталь» (Днепродзержинск)                                                          | 1:0 протокол (укр.). | «Десна»                                  | Украина, Днепродзержинск                                |
| 14:00 | Белый 16′ · Кучеров 26' · Кравченко 62' · Белый 66' · Каленчук 83' · Попович 90+2' | отчёт.               | · Агапов 21' · Жук 24' · Кавацив 83' 90' | Стадион: Металлург Зрителей: 1 400 Судья: Павлюк (Киев) |
| «Сталь» (Днепродзержинск): Попович, Карасюк, Адамюк, Белый, Брынько, Кучеров, Каленчук , Кулиш 90+3' (Мироненко 90+3'), Днистрян 46' (Котляр 46'), Плешаков 46' (Кравченко 46'), Шутов 79' (Никитенко 79') · Остались в запасе: Витив, Яскович, Чаус · «Десна»: Ситало, Жук 85' (Чуланов 85'), Мельник , Кавацив, Сухомлинов 57' (Смалько 57'), Щедраков, Кондратюк 74' (Воронченко 74'), Козак, Картушов, Бовтрук, Агапов 70' (Фурта 70') · Остались в запасе: Шевченко, Леонидов, Каркошкин |                                                                                    |                      |                                          |                                                         |

| 23 октября 2014 г. / четверг 14-й тур | «Нефтяник-Укрнефть» (Ахтырка)  | 1:0 протокол (укр.). | «Десна»                                                       | Украина, Ахтырка                                          |
| 18:00 | Малыш 86′ (пен.) · Боровик 56' | отчёт.               | · Картушов 26' · Смалько 36' 63' · Агапов 52' · Кондратюк 84' | Стадион: Нефтяник Зрителей: 400 Судья: Миланич (Николаев) |
| «Нефтяник-Укрнефть» (Ахтырка): Тимофеев, Циколия, Вечтомов, Зайчук, Г. Пасич, Бояринцев , Павелько 53' (Боровик 53'), Сондей 80' (МалЫш 80'), Шестаков 90+4' (Вайда 90+4'), Е. Пасич, Войцеховський 73' (Радионов 73') · Остались в запасе: Вокальчук, Антонюк, Кисиль · «Десна»: Ситало, Смалько, Леонидов, Мельник , Сухомлинов 90+1' (Фурта 90+1'), Щедраков, Чуланов, Бовтрук 90+1' (Деребчинский 90+1'), Картушов, Козак, Агапов 73' (Кондратюк 73') · Остались в запасе: Шевченко, Воронченко, Малюк, Каркошкин |                                |                      |                                                               |                                                           |

| 1 ноября 2014 г. / суббота 15-й тур | «Десна»                           | 1:1 протокол (укр.). | «Гелиос» (Харьков)                  | Украина, Чернигов                                                     |
| 14:00 | Козак 78′ · Жук 34' · Мельник 83' | отчёт (укр.).        | Савин 44′ · Бредун 43' · Пинчук 49' | Стадион: им. Юрия Гагарина Зрителей: 490 Судья: Яблонский (Тернополь) |
| «Десна»: Ситало, Жук, Мельник , Кавацив, Сухомлинов 76' (Воронченко 76'), Щедраков, Кондратюк, Козак, Картушов, Бовтрук 73' (Деребчинский 73'), Фурта 86' (Агапов 86') · Остались в запасе: Федоренко, Сердюк, Леонидов, Чуланов · «Гелиос» (Харьков): Сидоренко, Комарницкий, Гершман, Лобойко , Пинчук, Бредун 69' (Задоя 69'), Панасенко 69' (Романенко 69'), Савин 88' (Собко 88'), Сикорский 82' (Швыдкий 82'), Ковалёв, Субочев · Остались в запасе: Рябой, Луценко, Олейник |                                   |                      |                                     |                                                                       |

#### 2-й круг
| 8 ноября 2014 г. / суббота 16-й тур | «Десна»                                                                               | 3:1 протокол (укр.). | «Александрия»                                                                      | Украина, Чернигов                                                 |
| 14:00 | Кондратюк 16′ · Картушов 20' · Кондратюк 40′ · Козак 71′ · Картушов 64' · Смалько 69' | отчёт (укр.).        | Имереков 63′ · Леонов 37' · Иващенко 53' · Микицей 62' · Пономарь 74' · Банада 78' | Стадион: им. Юрия Гагарина Зрителей: 710 Судья: Кривоносов (Киев) |
| «Десна»: Ситало, Жук, Мельник , Кавацив, Смалько, Щедраков, Козак, Воронченко 85' (Чуланов 85'), Кондратюк 90+4' (Фурта 90+4'), Картушов 88' (Бовтрук 88'), Деребчинский 78' (Агапов 78') · Остались в запасе: Федоренко, Сердюк, Леонидов · «Александрия»: Новак, Сухоцкий 53' (Ломко 53'), Шендрик, Имереков, Микицей, Запорожан , Голенков 13' (Леонов 13'), Банада, Грицук 46' (Иващенко 46'), Старенький 41' (Коломоец 41'), Пономарь · Остались в запасе: Леванидов, Чорний, Чепурненко |                                                                                       |                      |                                                                                    |                                                                   |

| 15 ноября 2014 г. / суббота 17-й тур | «Сумы»                                                 | 1:1 протокол (укр.). | «Десна»                                          | Украина, Сумы                                               |
| 15:00 | Богачев 45′ · Западня 42' · Жичиков 49' · Сулейман 81' | отчёт.               | Кавацив 90+7′ (пен.) · Щедраков 24' · Агапов 59' | Стадион: Юбилейный Зрителей: 850 Судья: Кривушкин (Харьков) |
| «Сумы»: Литвиненко, Жичиков, Кравченко, Котелюх , Западня, Лучик, Швец 87' (Петрович 87'), Гребенюк 80' (Сулейман 80'), Ярошенко 60' (Брикнер 60' 90' (Сидоренко 90')), Лебеденко, Богачев · Остались в запасе: Важинский, Бугаёв, Ушаков · «Десна»: Ситало, Жук, Мельник , Кавацив, Смалько 76' (Каркошкин 76'), Щедраков, Кондратюк 82' (Леонидов 82'), Воронченко 35' (Сухомлинов 35'), Бовтрук, Фурта, Агапов 82' (Чуланов 82') · Остались в запасе: Шевченко, Козак, Малюк |                                                        |                      |                                                  |                                                             |

| 21 марта 2015 г. / суббота 18-й тур | «Десна»        | 0:0 протокол (укр.) (недоступная ссылка — история). | «Горняк» (Кривой Рог)                            | Украина, Чернигов                                                 |
| 14:00 | · Щедраков 23' | отчёт (укр.).                                       | · Баенко 18' · Прошенко 68' · Чередниченко 90+5' | Стадион: им. Юрия Гагарина Зрителей: 1 200 Судья: Пасхал (Херсон) |
| «Десна»: С. Ситало, Жук, Кавацив, Мельник , Смалько, Щедраков, Кондратюк 73' (Скепский 73'), Бовтрук 88' (Деребчинский 88'), Козак 83' (Чуланов 83'), Картушов, Кисиль 57' (Тимченко 57') · Остались в запасе: Шевченко, Елисеев, Каркошкин · «Горняк» (Кривой Рог): Гурин, Брынько, Баенко, Павлов, Буряк, Бука 71' (Ямполь 71'), Прошенко 76' (Рябов 76'), Григорик , Нудный 83' (Чечеленко 83'), Боровский 90+1' (Чередниченко 90+1'), А. Ситало · Остались в запасе: Ганев, Перин, Гвоздевич |                |                                                     |                                                  |                                                                   |

| 29 марта 2015 г. / воскресенье 19-й тур | «Нива» (Тернополь)                        | 0:2 протокол (укр.). | «Десна»                         | Украина, Тернополь                                |
| 15:00 | · Иашвили 53' · Кухарский 63' · Керчу 70' | отчёт.               | Кавацив 43′ · Жук 69′ · Жук 65' | Стадион: ГС Зрителей: 2 100 Судья: Грисьо (Львов) |
| «Нива» (Тернополь): Мусиенко, Гудак, Яневич, Донец , Красномовец 64' (Волошин 64'), Иашвили 69' (Кухарук 69'), Сокуренко 46' (Кухарский 46'), Керчу, Озаркив 76' (Кохман 76'), Владис-Эммерсон, Грищенко · Остались в запасе: Мельниченко, Мдинарадзе, Левчик · «Десна»: Ситало, Жук, Мельник , Кавацив, Смалько 90+4' (Леонидов 90+4'), Чуланов, Кондратюк 87' (Тимченко 87'), Бовтрук, Картушов 90+2' (Скепский 90+2'), Деребчинский 80' (Каркошкин 80'), Кисиль · Остались в запасе: Шевченко, Елисеев |                                           |                      |                                 |                                                   |

| 4 апреля 2015 г. / суббота 20-й тур | «Десна» | 4:1 протокол (укр.). | «Николаев»                                           | Украина, Чернигов                                                 |
| 16:00 | Кондратюк 2′ · Картушов 17′ · Кондратюк 50′ (пен.) · Скепский 90′ · Кондратюк 29' · Мельник 74' · Чуланов 90+4' | отчёт (укр.).        | Берко 37′ · Мизернюк 27' · Момот 49' · Кошелюк 90+5' | Стадион: им. Юрия Гагарина Зрителей: 980 Судья: Кутаков (Бровары) |
| «Десна»: Ситало, Жук, Кавацив, Мельник , Смалько 46' (Щедраков 46'), Чуланов, Картушов 88' (Малюк 88'), Кондратюк 79' (Скепский 79'), Бовтрук, Кисиль, Деребчинский 81' (Елисеев 81') · Остались в запасе: Шевченко, Леонидов, Тимченко · «Николаев»: Медведев, Хохлов, Момот, Мизернюк, Сафьяник 81' (Савка 81'), Лещенко, Рогозинский 73' (Котов 73'), Бондаренко 77' (Севодняев 77'), Кошелюк, Берко 85' (Остренко 85'), Сторублевцев · Остались в запасе: Агаларов, Носов, Андриевский | |                      |                                                      |                                                                   |

| 13 апреля 2015 г. / понедельник 21-й тур | «Сталь» (Алчевск) | -:+ | «Десна» | Украина, Карловка |

| 18 апреля 2015 г. / суббота 22-й тур | «Десна»                                     | 1:1 протокол (укр.). | «Полтава»                                                | Украина, Чернигов                                                        |
| 17:00 | Кондратюк 33′ (пен.) · Жук 56' · Кисиль 80' | отчёт (укр.).        | Кучинский 90+2′ · Зозуля 38' · Ткачёв 68' · Недоля 90+2' | Стадион: им. Юрия Гагарина Зрителей: 1 250 Судья: Козыряцкий (Запорожье) |
| «Десна»: Ситало, Жук, Кавацив, Елисеев, Картушов, Щедраков , Бовтрук 81' (Тимченко 81'), Кондратюк, Скепский 74' (Крамар 74'), Кисиль, Деребчинский 62' (Смалько 62') · Остались в запасе: Шевченко, Каркошкин, Чуланов, Малюк · «Полтава»: Кучинский, Зозуля , Бутенин, Ткачёв, Кравченко, Стеценко 84' (Коваленко 84'), Недоля 57' (Боровец 57'), Насибулин, Прокипчук 67' (Соломка 67'), Зеленевич 65' (Шастал 65'), Вовченко · Остались в запасе: Кулинич, Бондаренко, Ковальчук |                                             |                      |                                                          |                                                                          |

| 25 апреля 2015 г. / суббота 23-й тур | «Горняк-Спорт» (Комсомольск) | 4:1 протокол (укр.). | «Десна»                              | Украина, Комсомольск                                  |
| 16:00 | Даудов 30′ · Герасимец 34′ · Даудов 36′ · Марусич 76′ · Шульц 22' · Ивашко 62' · Корольков 70' · Чеботаев 81' · Александров 90' | отчёт.               | Елисеев 47′ · Жук 68' · Щедраков 89' | Стадион: Юность Зрителей: 1 600 Судья: Жуков (Донецк) |
| «Горняк-Спорт» (Комсомольск): Ситников, Нелин, Голядинец, Чеботаев, Шульц, Герасимец, Марусич 90+3' (Степанчук 90+3'), Климаков, Корольков 88' (Александров 88'), Даудов 87' (Дячук 87'), Ивашко · Остались в запасе: Клищук, Лозовой · «Десна»: Ситало, Жук, Елисеев, Кавацив, Смалько 38' (Мельник 38'), Щедраков, Кондратюк 71' (Деребчинский 71'), Скепский, Картушов, Крамар 46' (Бовтрук 46'), Кисиль 80' (Тимченко 80') · Остались в запасе: Шевченко, Чуланов, Каркошкин | |                      |                                      |                                                       |

| 1 мая 2015 г. / пятница 24-й тур | «Десна»        | 0:1 протокол (укр.). | «Звезда» (Кировоград) | Украина, Чернигов                                               |
| 17:00 | · Крамар 90+2' | отчёт (укр.).        | Локтионов 69′         | Стадион: им. Юрия Гагарина Зрителей: 870 Судья: Пасхал (Херсон) |
| «Десна»: Ситало, Чуланов 78' (Сухомлинов 78'), Мельник , Елисеев, Кавацив, Щедраков, Бовтрук, Кондратюк 75' (Скепский 75'), Кисиль 84' (Смалько 84'), Картушов, Тимченко 67' (Крамар 67') · Остались в запасе: Шевченко, Каркошкин, Деребчинский · «Звезда» (Кировоград): Поштаренко, Допилка , Мостовой 90' (Щедрий 90'), Лупашко, Бацула, Б. Баранец, Кучеренко, Г. Баранец 77' (Загальский 77'), Ковалёв, Чичиков, Локтионов 88' (Акименко 88') · Остались в запасе: Лёпка, Бочкур, Кривошей, Фатеев |                |                      |                       |                                                                 |

| 6 мая 2015 г. / среда 25-й тур | «Динамо-2» (Киев)                         | 1:1 протокол (укр.). | «Десна»                                                  | Украина, Киев                                               |
| 16:00 | Исраилов 59′ · Яремчук 65' · Савченко 78' | отчёт.               | Картушов 82′ · Щедраков 71' · Деребчинский 80' · Жук 89' | Стадион: Динамо Зрителей: 500 Судья: Козиряцкий (Запорожье) |
| «Динамо-2» (Киев): Волынец, Болденков, Братков, Исраилов 77' (Савченко 77'), Трубочкин , Полярус, Хобленко 73' (Маик 73'), Гемега 87' (Акубардия 87'), Скидан 83' (Морозенко 83'), Яремчук, Черноморец · Остались в запасе: Бущан, Петров, Панфилов · «Десна»: Ситало, Жук, Кавацив, Елисеев, Сухомлинов, Щедраков 75' (Деребчинский 75'), Мельник , Картушов, Крамар 90' (Чуланов 90'), Скепский 77' (Кондратюк 77'), Кисиль 69' (Бовтрук 69') · Остались в запасе: Шевченко, Смалько, Тимченко |                                           |                      |                                                          |                                                             |

| 10 мая 2015 г. / воскресенье 26-й тур | «Десна»                                                                              | 6:1 протокол (укр.). Архивировано из оригинала 13 июля 2015 года. | «Буковина» (Черновцы)                         | Украина, Чернигов                                                 |
| 15:00 | Мельник 15′ · Кондратюк 23′ (пен.) · Крамар 27′ · Деребчинский 59′ 63′ · Елисеев 73′ | отчёт (укр.).                                                     | Палагнюк 87′ · Темеривский 22' · Сытников 45' | Стадион: им. Юрия Гагарина Зрителей: 820 Судья: Шурман (Вишнёвое) |
| «Десна»: Ситало, Жук, Кавацив, Елисеев, Сухомлинов 79' (Смалько 79'), Мельник , Картушов 77' (Чуланов 77'), Кондратюк 58' (Бовтрук 58'), Крамар 72' (Кисиль 72'), Скепский, Деребчинский · Остались в запасе: Шевченко, Щедраков, Тимченко · «Буковина» (Черновцы): Когут, Сухоцкий, Терехов, Лисюк, Темеривский, Загидулин 39' (Булезюк 39'), Головачук 59' (Ушаков 59'), Добровольский 70' (М. Косован 70'), Сытников 64' (Королянчук 64'), Жовтюк , Палагнюк · Остались в запасе: Одольский, Демьянчук, Толстяк |                                                                                      |                                                                   |                                               |                                                                   |

| 17 мая 2015 г. / воскресенье 27-й тур | «Тернополь»                                         | 1:1 протокол (укр.). | «Десна»                 | Украина, Тернополь                               |
| 17:00 | Курило 60′ · Богданов 47' · Черный 67' · Курило 87' | отчёт.               | Мельник 90+5′ · Жук 45' | Стадион: ГС Зрителей: 1 100 Судья: Павлюк (Киев) |
| «Тернополь»: Чернобай, Курило, Атласюк, Клекот, Дубчак, Кондзелка , Богданов, Волошинович 88' (Полянчук 88'), Кушецкий 90+2' (Кривой 90+2'), Черный 70' (Кицак 70'), Семенец · Остались в запасе: Русан, Дори, Луцик, Соколовский · «Десна»: Ситало, Жук, Мельник , Кавацив, Сухомлинов, Щедраков 78' (Чуланов 78'), Бовтрук 75' (Скепский 75'), Кондратюк 70' (Крамар 70'), Кисиль, Картушов, Деребчинский 81' (Тимченко 81') · Остались в запасе: Шевченко, Смалько, Елисеев |                                                     |                      |                         |                                                  |

| 23 мая 2015 г. / суббота 28-й тур | «Десна»                                                                                        | 4:2 протокол (укр.). | «Сталь» (Днепродзержинск)                                            | Украина, Чернигов                                                |
| 18:00 | Деребчинский 18′ · Скепский 22′ · Деребчинский 43′ · Крамар 90+5′ · Скепский 79' · Елисеев 90' | отчёт (укр.).        | Кулиш 45+1′ · Каленчук 80′ · Дацюк 74' · Кучеров 78' · Кравченко 90' | Стадион: им. Юрия Гагарина Зрителей: 1 200 Судья: Балакин (Киев) |
| «Десна»: Ситало, Жук 90+2' (Чуланов 90+2'), Кавацив, Елисеев, Сухомлинов, Мельник , Скепский 81' (Бовтрук 81'), Крамар, Кисиль 84' (Кондратюк 84'), Картушов, Деребчинский 65' (Щедраков 65') · Остались в запасе: Шевченко, Малюк, Смалько · «Сталь» (Днепродзержинск): Пицан, Пинчук 67' (Алиев 67'), Адамюк, Кравченко, Платунов 45' (Кучеров 45'), Никитенко 26' (Сантрапинских 26'), Карасюк, Каленчук , Котляр 61' (Дацюк 61'), Дебелко, Кулиш · Остались в запасе: Попович, Дмитренко |                                                                                                |                      |                                                                      |                                                                  |

| 30 мая 2015 г. / суббота 29-й тур | «Десна»                                           | 2:1 протокол (укр.). | «Нефтяник-Укрнефть» (Ахтырка) | Украина, Чернигов                                                   |
| 18:00 | Скепский 17′ · Кисиль 34′ · Жук 39' · Мельник 79' | отчёт (укр.).        | Сондей 69′ · Зайчук 87'       | Стадион: им. Юрия Гагарина Зрителей: 710 Судья: Бондаренко (Одесса) |
| «Десна»: Ситало, Жук, Елисеев, Кавацив, Сухомлинов, Мельник , Скепский 90+2' (Козак 90+2'), Крамар 73' (Кондратюк 73'), Картушов, Р. Кисиль 66' (Щедраков 66'), Деребчинский 80' (Бовтрук 80') · Остались в запасе: Шевченко, Смалько, Чуланов · «Нефтяник-Укрнефть» (Ахтырка): Тимофеев, Е. Пасич, Бояринцев , Вечтомов, Зайчук, Павелько 86' (Боровик 86'), Листопад, Г. Пасич 60' (Сондей 60'), Арвеладзе, Шестаков, Войцеховский · Остались в запасе: Вокальчук, С. Кисиль, Антонюк, Крапивный, Яременко |                                                   |                      |                               |                                                                     |

| 3 июня 2015 г. / среда 30-й тур | «Гелиос» (Харьков)                                                   | 1:1 протокол (укр.). | «Десна»                                                | Украина, Харьков                                         |
| 18:00 | Субочев 50′ · Богданов 47' · Луценко 40' · Кравченко 55' · Задоя 62' | отчёт.               | Картушов 56′ · Козак 87' · Кондратюк 90+1' · Жук 90+6' | Стадион: Солнечный Зрителей: 500 Судья: Чижевский (Киев) |
| «Гелиос» (Харьков): Литовченко, Комарницкий , Луценко, Гершман, Сартина 76' (Пинчук 76'), Задоя, Романенко 55' (Беляев 55' 90+4' (Сикорский 90+4')), Швыдкий, Субочев, Панасенко 82' (Абеленцев 82'), Кравченко · Остались в запасе: Рябой, Олейник · «Десна»: Ситало 46' (Шевченко 46'), Жук, Елисеев, Кавацив, Сухомлинов 75' (Кондратюк 75'), Мельник , Крамар 68' (Бовтрук 68'), Скепский 80' (Козак 80'), Кисиль, Картушов, Деребчинский · Остались в запасе: Чуланов, Щедраков, Смалько |                                                                      |                      |                                                        |                                                          |

### Статистика выступлений команды в чемпионате

#### Общая статистика выступлений
| Итого | Итого | Итого | Итого | Итого | Итого | Итого | Итого | Дома | Дома | Дома | Дома | Дома | Дома | На выезде | На выезде | На выезде | На выезде | На выезде | На выезде |
| И     | О     | В     | Н     | П     | МЗ    | МП    | РМ    | В    | Н    | П    | МЗ   | МП   | РМ   | В         | Н         | П         | МЗ        | МП        | РМ        |
| ----- | ----- | ----- | ----- | ----- | ----- | ----- | ----- | ---- | ---- | ---- | ---- | ---- | ---- | --------- | --------- | --------- | --------- | --------- | --------- |
| 30    | 47    | 12    | 11    | 7     | 44    | 27    | +17   | 8    | 5    | 2    | 30   | 12   | +18  | 4         | 6         | 5         | 14        | 15        | −1        |

#### Результаты по турам[54]
| Тур   | 01 | 02 | 03 | 04 | 05 | 06 | 07 | 08 | 09 | 10 | 11 | 12 | 13 | 14 | 15 | 16 | 17 | 18 | 19 | 20 | 21 | 22 | 23 | 24 | 25 | 26 | 27 | 28 | 29 | 30 |
| ----- | -- | -- | -- | -- | -- | -- | -- | -- | -- | -- | -- | -- | -- | -- | -- | -- | -- | -- | -- | -- | -- | -- | -- | -- | -- | -- | -- | -- | -- | -- |
| Поле  | В  | Д  | В  | Д  | В  | Д  | В  | Д  | В  | Д  | В  | Д  | В  | В  | Д  | Д  | В  | Д  | В  | Д  | В  | Д  | В  | Д  | В  | Д  | В  | Д  | Д  | В  |
| Итог  | П  | Н  | Н  | В  | П  | П  | Н  | В  | В  | В  | В  | Н  | П  | П  | Н  | В  | Н  | Н  | В  | В  | В  | Н  | П  | П  | Н  | В  | Н  | В  | В  | Н  |
| Место | 11 | 11 | 12 | 8  | 9  | 10 | 12 | 8  | 7  | 5  | 4  | 6  | 7  | 9  | 8  | 6  | 6  | 7  | 6  | 5  | 5  | 5  | 6  | 7  | 8  | 6  | 5  | 4  | 4  | 5  |

Источник: Матчи; [[UA-Футбол]].

Поле: Д = дома; В = на выезде. Итог: Н = ничья; П = команда проиграла; В = команда выиграла; О = матч отложен.

#### График движения команды в таблице чемпионата по турам[54]
| 11 |

| 11 |

| 12 |

| 8 |

| 9 |

| 10 |

| 12 |

| 8 |

| 7 |

| 5 |

| 4 |

| 6 |

| 7 |

| 9 |

| 8 |

| 6 |

| 6 |

| 7 |

| 6 |

| 5 |

| 5 |

| 5 |

| 6 |

| 7 |

| 8 |

| 6 |

| 5 |

| 4 |

| 4 |

| 5 |

| Первая лига | Место в таблице |

| Первая лига | Место в таблице |

## Кубок Украины

### Матчи[54]
| 23 августа 2014 г. / суббота 1/16 финала | «Десна»       | 0:1 протокол (укр.). | «Днепр» (Днепропетровск)                                      | Украина, Чернигов                                                       |
| 17:00 | · Мельник 26' | отчёт (укр.).        | Чеберячко 36′ · Бартулович 72' · Федецкий 76' · Полевой 90+1' | Стадион: им. Юрия Гагарина Зрителей: 7 100 Судья: Яблонский (Тернополь) |
| «Десна»: Федоренко, Жук, Мельник , Кавацив, Смалько, Щедраков, Кондратюк 86' (Агапов 86'), Бовтрук, Козак 81' (Чуланов 81'), Картушов, Деребчинский 73' (Фурта 73') · Остались в запасе: Шевченко, Сухомлинов, Воронченко, Леонидов · «Днепр» (Днепропетровск): Лаштувка, Лучкевич 71' (Бруно Гама 71'), Федецкий, Чеберячко, Полевой, Канкава, Политыло, Лео Матос, Шахов, Бартулович 84' (Близниченко 84'), Селезнёв 77' (Калинич 77') · Остались в запасе: Шелихов, Мазух, Кравченко, Мигунов |               |                      |                                                               |                                                                         |